# Alberto Rodríguez (futbolista mexicano)
Alberto Rodríguez Barrera (México, D. F., México, 1 de abril de 1974) es un exfutbolista mexicano. Jugaba como defensa lateral, y su último equipo fue el Cruz Azul Hidalgo, de la Liga de Ascenso de México.

## Trayectoria
Debutó en los Pumas de la UNAM en la era de los torneos largos en la temporada 92-93, jugó en los Pumas hasta 1994 cuando fue transferido al Pachuca, club que venía de ascenso, jugó seis meses y es transferido al Monterrey donde jugó una temporada corta y regresa al Pachuca, donde se quedaría hasta la temporada 2005, en ese periodo logra hacerse capitán del club tuzo, queda campeón en 3 ocasiones del torneo local y una vez campeón de la CONCACAF en el 2002 así como un par de títulos amistosos. En 2005 es transferido al Cruz Azul. Por su baja de juego es mandado al Cruz Azul Hidalgo donde jugó hasta su retirada en 2012.
En 2017 debutó como entrenador en Pumas UNAM II. Posteriormente ha ocupado el cargo de seleccionador nacional de México en la categoría sub-16, siendo auxiliar del seleccionador en la categoría sub-20

## Estadísticas
| U.N.A.M. · México |               |               |     |    |    |    |    |     |     |    |
| 1ª | 1992-93       | 19            | 0   | -  | -  | -  | -  | 19  | 0   |    |
| 1ª | 1993-94       | 14            | 0   | -  | -  | -  | -  | 14  | 0   |    |
| Total club | Total club    | 33            | 0   | -  | -  | -  | -  | 33  | 0   |    |
| Pachuca C.F. · México |               |               |     |    |    |    |    |     |     |    |
| 2ª | 1994-95       | 32            | 0   | 1  | 0  | -  | -  | 33  | 0   |    |
| 2ª | 1995-96       | 38            | 0   | 3  | 0  | -  | -  | 41  | 0   |    |
| 1ª | 1996-97       | 32            | 1   | 5  | 0  | -  | -  | 37  | 1   |    |
| 2ª | 1997-98       | 24            | 2   | -  | -  | -  | -  | 24  | 2   |    |
| 1ª | 1998-99       | 33            | 1   | -  | -  | -  | -  | 33  | 1   |    |
| 1ª | 1999-00       | 31            | 1   | -  | -  | 2  | 0  | 33  | 1   |    |
| 1ª | 2000-01       | 41            | 1   | -  | -  | 5  | 0  | 46  | 1   |    |
| 1ª | 2001-02       | 31            | 3   | -  | -  | 3  | 0  | 34  | 3   |    |
| 1ª | 2002-03       | 32            | 2   | 4  | 1  | -  | -  | 36  | 3   |    |
| 1ª | 2003-04       | 45            | 1   | -  | -  | -  | -  | 45  | 1   |    |
| 1ª | 2004-05       | 32            | 0   | 2  | 0  | 5  | 1  | 39  | 1   |    |
| Total club | Total club    | 371           | 12  | 15 | 1  | 15 | 1  | 401 | 14  |    |
| C.F. Monterrey · México |               |               |     |    |    |    |    |     |     |    |
| 1ª | 1997-98       | 9             | 0   | -  | -  | -  | -  | 9   | 0   |    |
| Total club | Total club    | 9             | 0   | -  | -  | -  | -  | 9   | 0   |    |
| Cruz Azul F.C. · México |               |               |     |    |    |    |    |     |     |    |
| 1ª | 2005-06       | 36            | 1   | 3  | 0  | -  | -  | 39  | 1   |    |
| 1ª | 2006-07       | 20            | 0   | 3  | 0  | -  | -  | 23  | 0   |    |
| 1ª | 2007-08       | 10            | 0   | 0  | 0  | -  | -  | 10  | 0   |    |
| 1ª | 2011-12       | -             | -   | -  | -  | 1  | 0  | 1   | 0   |    |
| Total club | Total club    | 66            | 1   | 6  | 0  | 1  | 0  | 73  | 1   |    |
| Cruz Azul Hidalgo · México |               |               |     |    |    |    |    |     |     |    |
| 2ª | 2008-09       | 4             | 0   | -  | -  | -  | -  | 4   | 0   |    |
| 2ª | 2009-10       | 12            | 0   | -  | -  | -  | -  | 12  | 0   |    |
| 2ª | 2010-11       | 28            | 2   | -  | -  | -  | -  | 28  | 2   |    |
| 2ª | 2011-12       | 27            | 2   | -  | -  | -  | -  | 27  | 2   |    |
| Total club | Total club    | 71            | 4   | -  | -  | -  | -  | 71  | 4   |    |
| Total carrera | Total carrera | Total carrera | 550 | 17 | 21 | 1  | 16 | 1   | 587 | 19 |
| (1)Incluye datos de la Copa México, Pre Pre Libertadores (2002), Play-off para la Copa Libertadores (2005) e InterLiga (2006 y 2007). (2)Incluye datos de la Copa de Campeones de la Concacaf (2000 y 2002), Copa Merconorte (2000) y Copa Libertadores (2005 y 2012). |               |               |     |    |    |    |    |     |     |    |

## Selección nacional
Javier Aguirre lo debutó el 15 de julio de 2001 en el partido Paraguay 0-0 México correspondiente a la primera fase de la Copa América 2001, encuentro disputado en el estadio Estadio Olímpico Pascual Guerrero.
Posteriormente jugó varios encuentros de la selección nacional de su país así como una Copa América en el 2001 donde quedó subcampeón del certamen y un año después asistiría al mundial de Corea y Japón 2002 pues era uno de los hombres de confianza de Javier Aguirre quien lo dirigió un par de años en el Pachuca, también participó en partidos eliminatorios a dicho mundial con Ricardo La Volpe y apareció en algunos partidos rumbo a Alemania 2006 pero para entonces no fue convocado para la justa mundialista.

### Participaciones en fases finales
| Competición            | Categoría | Sede                  | Resultado        | Partidos |
| ---------------------- | --------- | --------------------- | ---------------- | -------- |
| Copa América 2001      | Absoluta  | Colombia              | Subcampeón       | 5        |
| Copa Mundial FIFA 2002 | Absoluta  | Corea del Sur y Japón | Octavos de final | 0        |
| Total                  | –         | –                     | –                | 5        |

### Partidos internacionales
| #  | Fecha                   | Rival          | Sede             | Estadio                           | Resultado | Competición                |
| -- | ----------------------- | -------------- | ---------------- | --------------------------------- | --------- | -------------------------- |
| 1  | 15 de julio de 2001     | Paraguay       | Santiago de Cali | Estadio Pascual Guerrero          | 0 - 0     | Copa América 2001          |
| 2  | 18 de julio de 2001     | Perú           | Cali             | Estadio Olímpico Pascual Guerrero | 0 - 1     | Copa América 2001          |
| 3  | 22 de julio de 2001     | Chile          | Pereira          | Estadio Hernán Ramírez Villegas   | 2 - 0     | Copa América 2001          |
| 4  | 25 de julio de 2001     | Uruguay        | Pereira          | Estadio Hernán Ramírez Villegas   | 2 - 1     | Copa América 2001          |
| 5  | 29 de julio de 2001     | Colombia       | Bogotá           | Estadio Nemesio Camacho           | 0 - 1     | Copa América 2001          |
| 6  | 23 de agosto de 2001    | Liberia        | Veracruz         | Luis "Pirata" Fuente              | 5 - 4     | Amistoso                   |
| 7  | 2 de septiembre de 2001 | Jamaica        | Kingston         | Independence Park                 | 2 - 1     | Clasificación Mundial 2002 |
| 8  | 31 de octubre de 2001   | El Salvador    | Puebla           | Cuauhtémoc                        | 4 - 1     | Amistoso                   |
| 9  | 14 de noviembre de 2001 | España         | Huelva, España   | Nuevo Colombino                   | 1 - 0     | Amistoso                   |
| 10 | 13 de marzo de 2002     | Albania        | San Diego        | Qualcomm Stadium                  | 4-0       | Amistoso                   |
| 11 | 3 de abril de 2002      | Estados Unidos | Denver           | INVESCO Field at Mile High        | 0 - 1     | Amistoso                   |
| 12 | 12 de mayo de 2002      | Colombia       | Ciudad de México | Estadio Azteca                    | 2 - 1     | Amistoso                   |
| 13 | 14 de diciembre de 2005 | Hungría        | Phoenix          | Chase Field                       | 2 - 0     | Amistoso                   |

## Palmarés

### Campeonatos nacionales
| Título               | Club    | País   | Año     |
| -------------------- | ------- | ------ | ------- |
| Primera División 'A' | Pachuca | México | 1995-96 |
| Campeón de Ascenso   | Pachuca | México | 1997-98 |
| Torneo Invierno      | Pachuca | México | 1999    |
| Copa Pachuca         | Pachuca | México | 2000    |
| Torneo Invierno      | Pachuca | México | 2001    |
| Torneo Apertura      | Pachuca | México | 2003    |
| Copa Pachuca         | Pachuca | México | 2004    |

### Copas internacionales
| Título                  | Club    | País   | Año  |
| ----------------------- | ------- | ------ | ---- |
| Copa Campeones CONCACAF | Pachuca | México | 2002 |